# Anserall
Anserall és una entitat de població i cap del municipi de les Valls de Valira, a la comarca de l'Alt Urgell.
El topònim, segons Joan Coromines, és d'arrel iberobasca, d'origen preromà.

## Geografia
El poble se situa a la riba dreta de la Valira, entre el riu i el barranc d'Anserall, d'on surten sengles camins a Sant Joan Fumat i a Farrera dels Llops. A l'altra banda la carretera N-145, de la Seu d'Urgell a Andorra, és la principal via de comunicació.

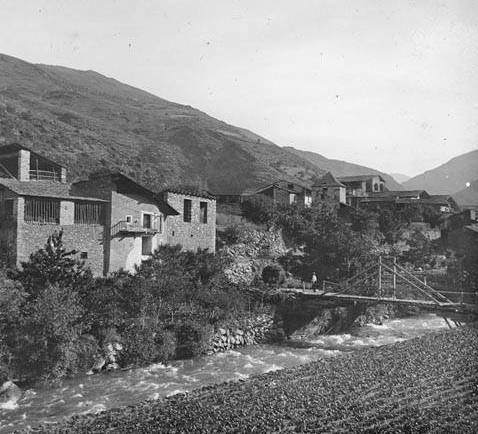
Anserall amb el riu Valira en una imatge de 1882

A uns 300 m al nord del poble hi ha el nucli anomenat el Monestir, on hi ha l'església romànica de l'antiga i a altres temps passats molt important abadia benedictina de Sant Serni de Tavèrnoles (o Sant Sadurní de Tavèrnoles), les restes de la qual serveixen d'església parroquial del poble.
L'antic terme (21,17 km²) s'estén a banda i banda de la vall de la Valira amb els barrancs afluents de Cortingles i d'Anserall (aquest també dit d'Estelareny). El terme és molt muntanyós, feta excepció dels reduïts espais immediats al curs del riu. La zona alta de ponent té boscos de pins i en la resta del terme hom troba roures i alzines.

## Economia
Prop dels cursos fluvials i dels caserius hi ha prats i pastures que faciliten l'explotació del bestiar boví, que era l'activitat econòmica més important. A les terres de regadiu, obtingudes amb l'ajuda de diverses séquies, hom conrea patates, hortalisses i arbres fruiters. Al secà, vinyes, patates i cereals remuntaven els vessants de les muntanyes. La terra de conreu és molt repartida i conreada pels propietaris; els bosc és, en una gran part, comunal. Vora la Valira hi ha una central elèctrica.

## Població
Censades 86 persones el 2005

### Nom tradicional de cases del poble[2]
| - Barsa - Bordar - Cama - Cebrià - Cebrianet - Gomà - Guillem | - Ferrer - Fuster - Hostaler - Hostal Vell - Jan - Joan-Ros - Massana | - Massó - Melcior - Miquel - Moles - Palanquer - Pantebre - Pau - Ponet | - Persaber - Poblador - La Rectoria - Sastre - Serni - Sil·lo - Teixidor | - Trinxeria - Xica del Guillem |

## Festes i tradicions
Festa Major el primer diumenge de setembre.
El dia de Sant Sadurní (29 de novembre) es fa l'Olla de Sant Serni, la festa petita.